# Лендзіни (Опольське воєводство)
Лендзіни (пол. Lędziny, нім. Lendzin) — село в Польщі, у гміні Хжонстовиці Опольського повіту Опольського воєводства.
Населення — 561 особа (2011).

## Демографія
Демографічна структура станом на 31 березня 2011 року:
|          | Загалом | Допрацездатний вік | Працездатний вік | Постпрацездатний вік |
| -------- | ------- | ------------------ | ---------------- | -------------------- |
| Чоловіки | 297     | 52                 | 221              | 24                   |
| Жінки    | 264     | 36                 | 170              | 58                   |
| Разом    | 561     | 88                 | 391              | 82                   |